# El Varal, Tierra Blanca
El Varal är en ort i Mexiko.   Den ligger i kommunen Tierra Blanca och delstaten Guanajuato, i den centrala delen av landet, 210 km nordväst om huvudstaden Mexico City. El Varal ligger 1 864 meter över havet och antalet invånare är 115.
Terrängen runt El Varal är kuperad, och sluttar norrut. Runt El Varal är det ganska glesbefolkat, med 25 invånare per kvadratkilometer. Närmaste större samhälle är Victoria, 18,7 km nordväst om El Varal. Omgivningarna runt El Varal är i huvudsak ett öppet busklandskap.